# Pieter Aertsen

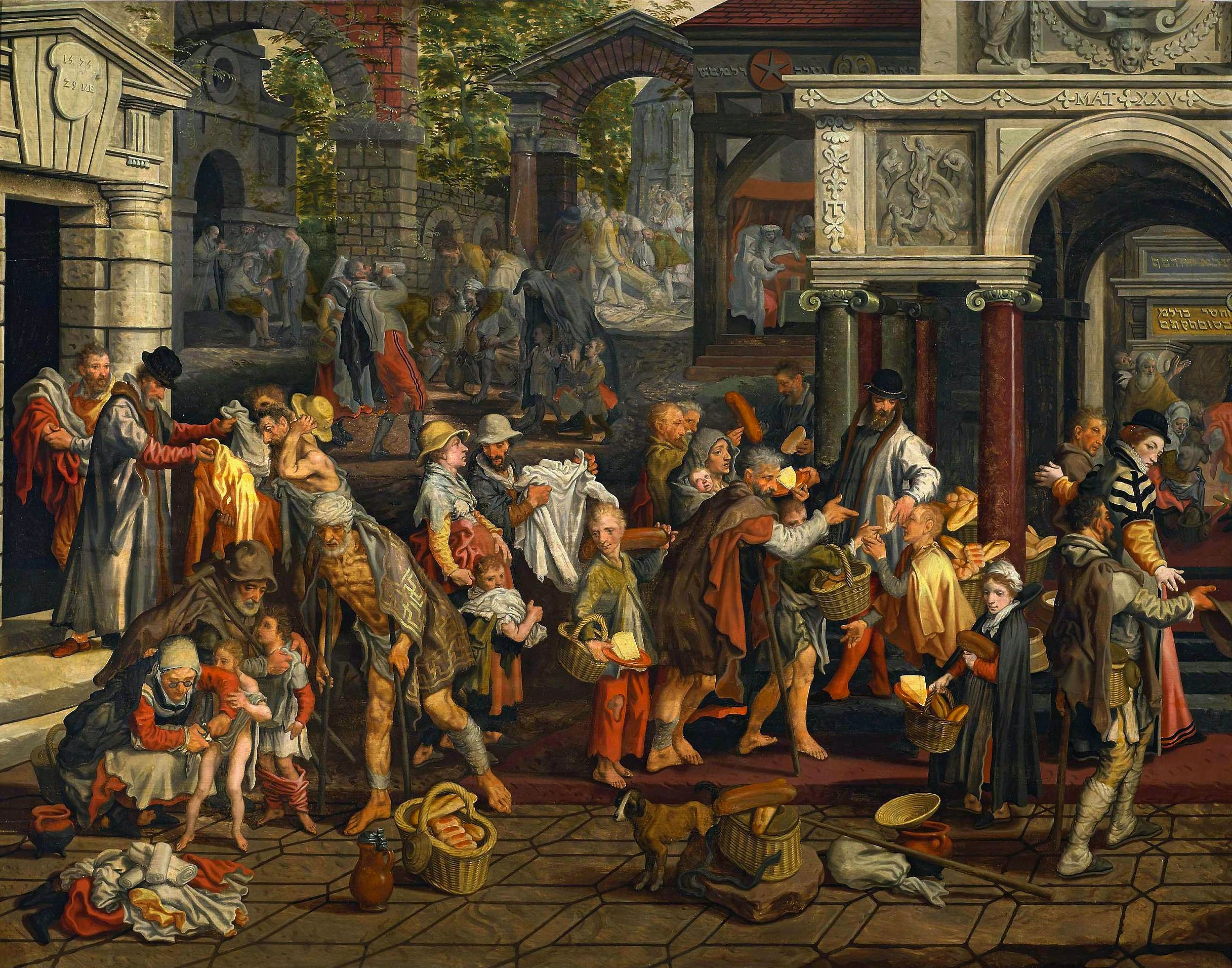
Kereszthordozás (1575)

Pieter Aertsen (számos névváltozata van: Pieter Aertsz., Pieter Aertszen, Pieter Aertszone,
Lange Pier, Pietro Lungo) (Amszterdam, 1508 körül – Amszterdam, 1575. június 3.) holland festő, az életkép és a csendélet műfajának kezdeményezője.

## Életpályája
Főképpen oltárképeket festett, s itáliai reneszánsz stílusban, de sajátos protestáns polgári szemlélettel, elevenséggel vitte fel képeire azt, amit maga körül látott, asszonyok, férfiak munkálkodását. A paraszti életből merített életképeket, vásári, piaci, kocsmai, konyhai jeleneteket. Később csendéleteket is festett, hamarosan igen keresettek lettek munkái.
A képrombolások idején számos vallási tárgyú képe elpusztult, de végül újszerűsége, az életképek, a csendéletek ábrázolása először főleg saját tágabb családjában meghonosodott. Unokaöccse, Joachim Beuckelaer és egyik fia Pieter Pietersz vált igen tehetséges életképfestővé.
Legismertebb képei közé tartozik a Királyok imádása, az erősen életképszerű protestáns felfogásban festett Kereszthordozás, a népi életből merített témák: Tojástánc, Népünnepély (1550). Értékes műve 1561-ből a Vásár című alkotás is, amelyet a budapesti Szépművészeti Múzeum őriz.

## Galéria

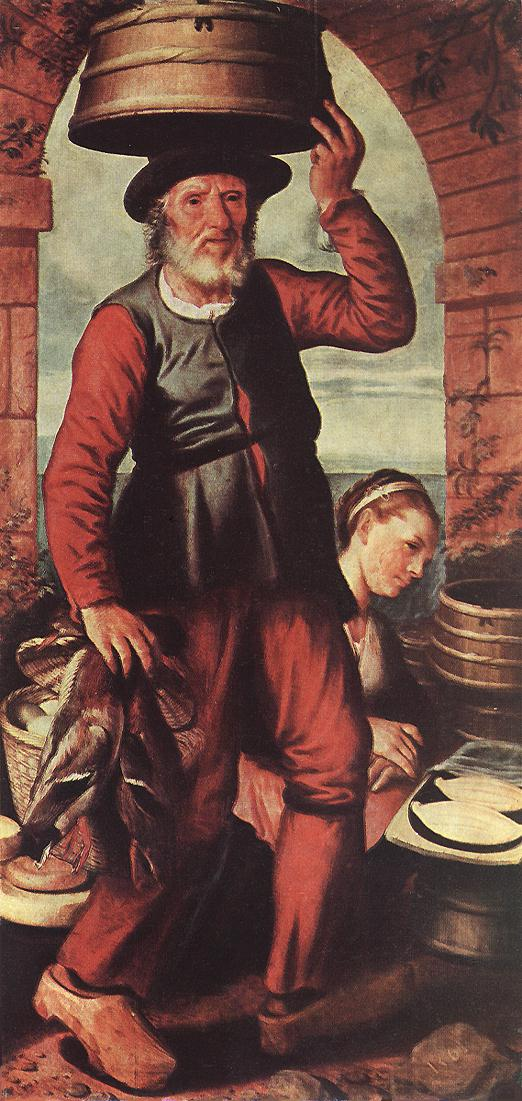
Piaci színhely (1561)
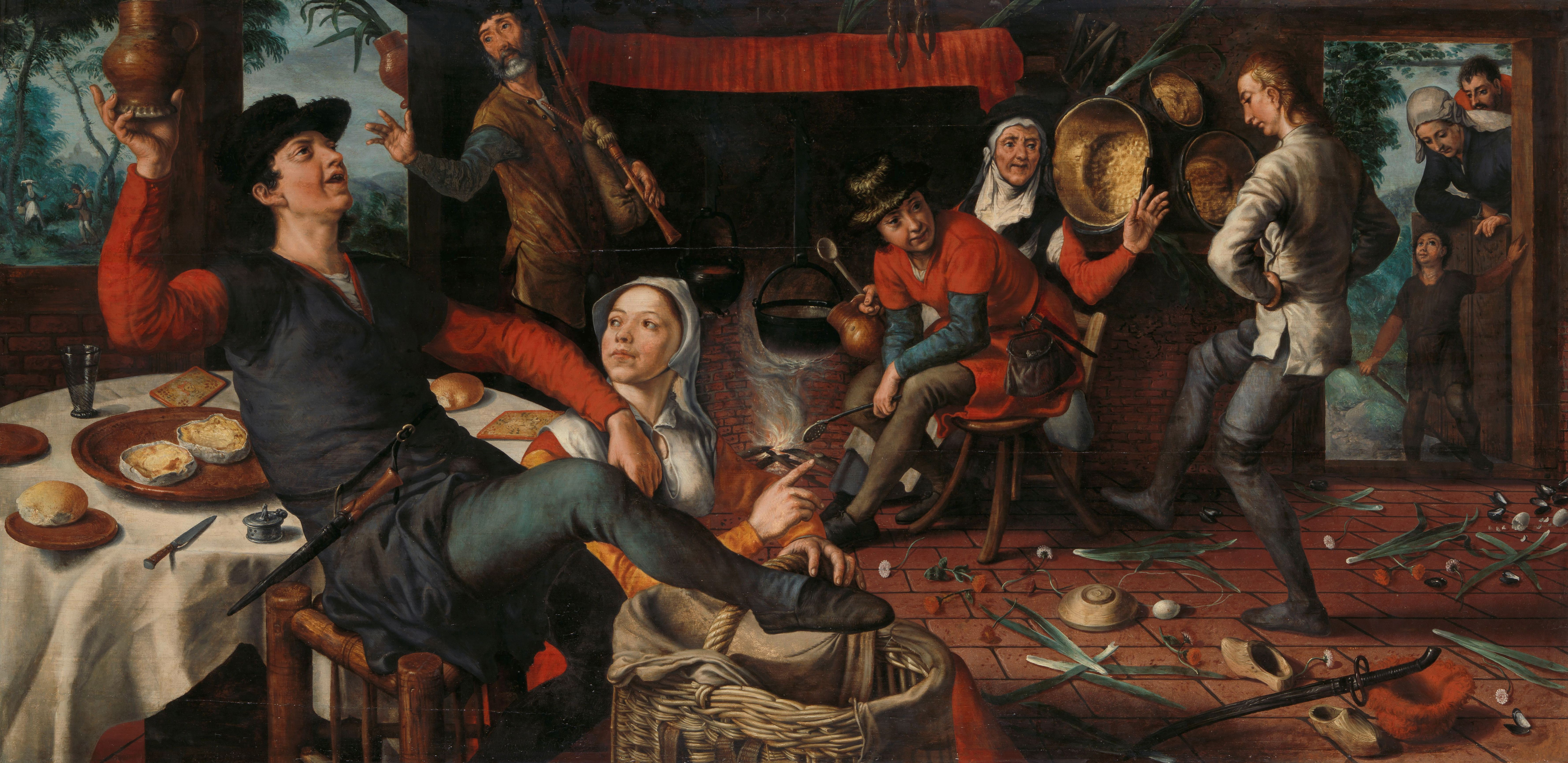
Tojástánc (1552)
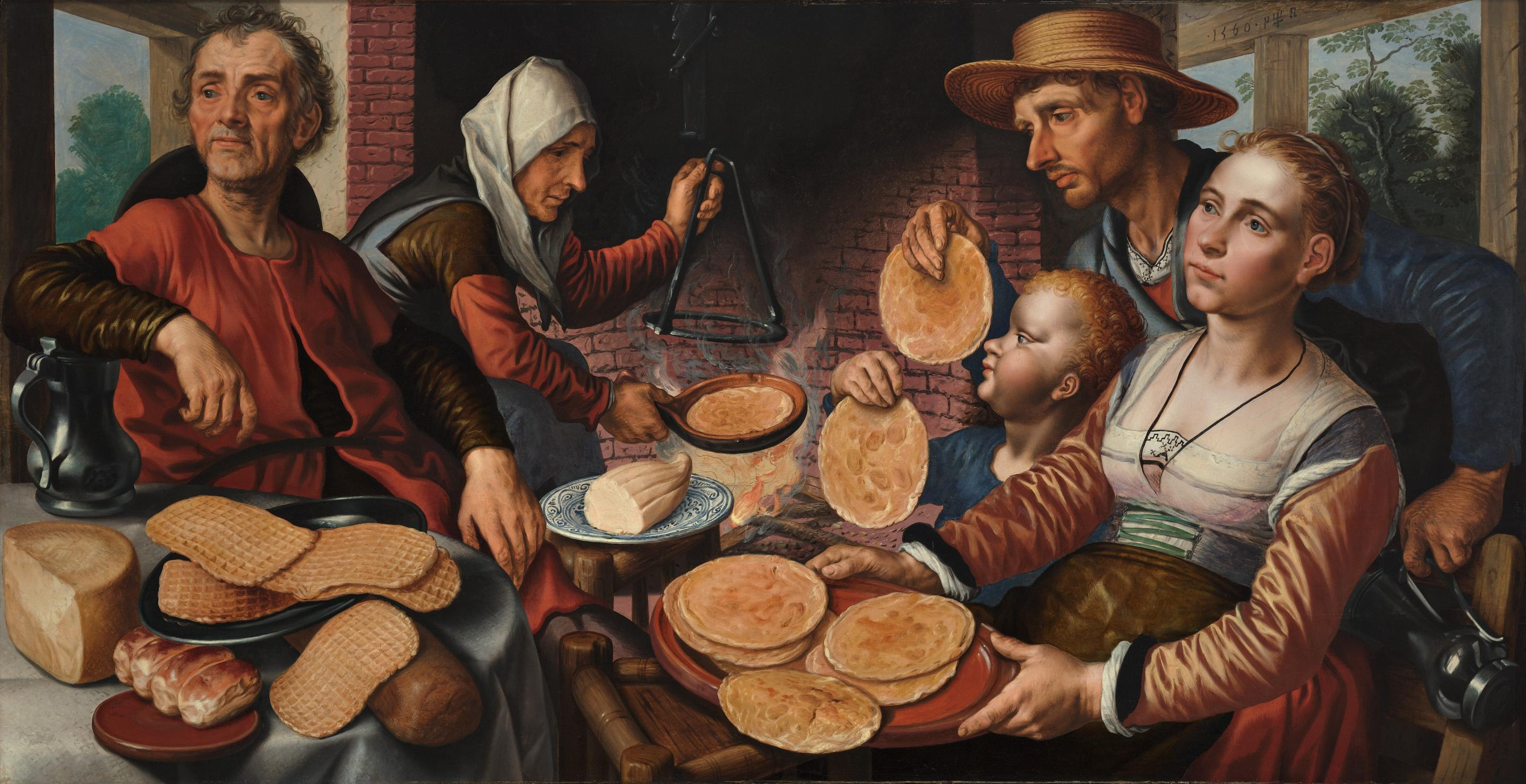
Palacsintasütés és árusítás (1560)
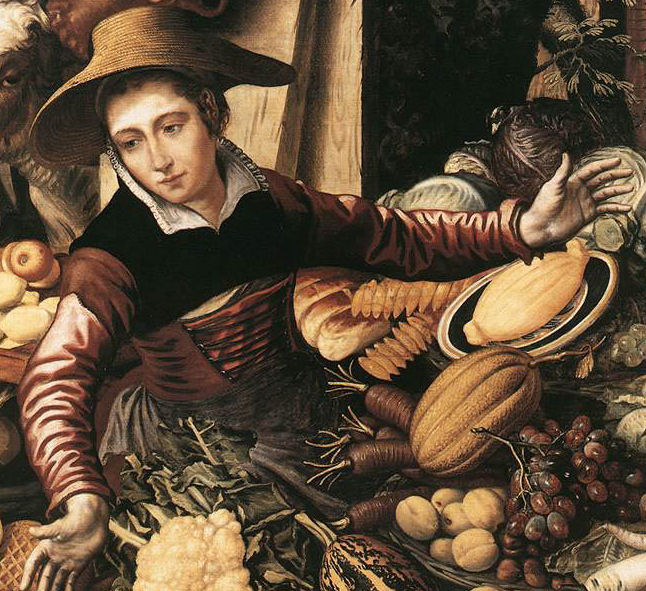
Zöldségárus (1567)
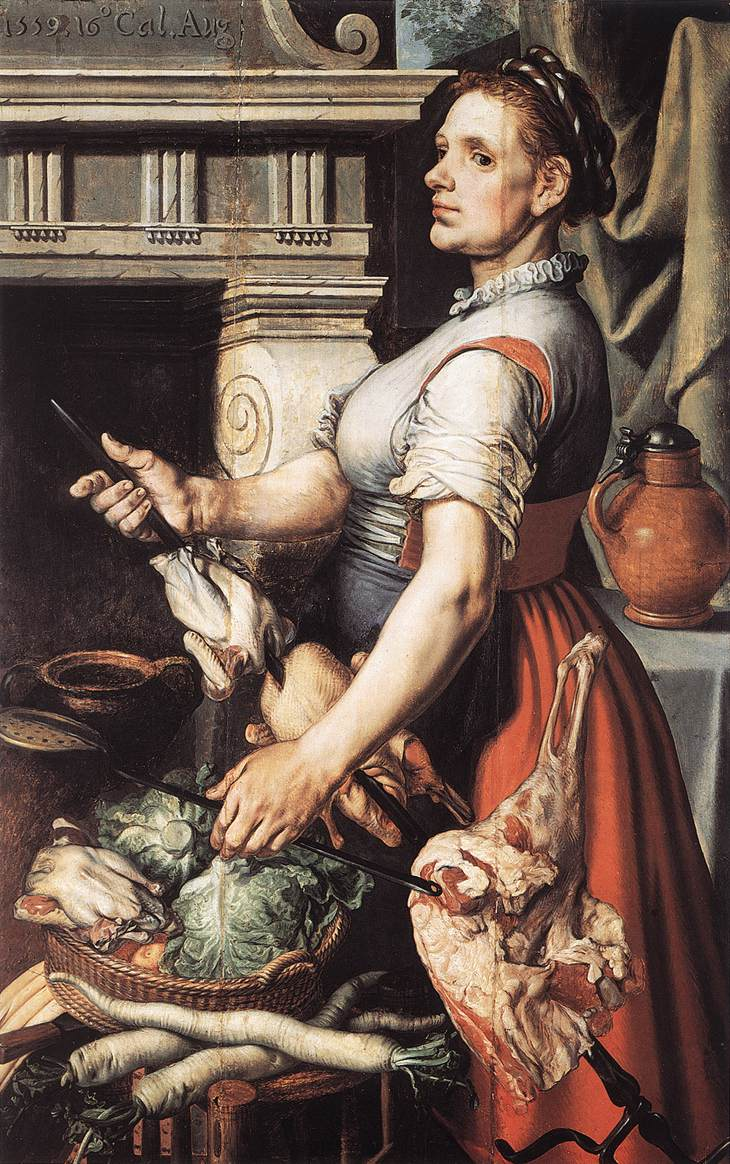
A konyhai tűzhely előterében a szakács (1559)